# 圣富瓦德贝尔韦斯
圣富瓦德贝尔韦斯（法語：Sainte-Foy-de-Belvès，法語發音：[sɛ̃t fwa də bɛlvɛs]，意为“贝尔韦斯的圣富瓦”）是法国多尔多涅省的一个市镇，属于萨拉拉卡内达区。

## 地理
圣富瓦德贝尔韦斯（44°44'2"N, 1°2'7"E）面积7.41 平方千米，位于法国新阿基坦大区多爾多涅省，该省份为法国西南部内陆省份，是法國本土面积第三大的省，大致对应佩里戈尔地区，北起顺时针与夏朗德省、上维埃纳省、科雷兹省、洛特省、洛特-加龙省、吉倫特省和滨海夏朗德省接壤。
与圣富瓦德贝尔韦斯接壤的市镇（或旧市镇、城区）包括：派德贝尔韦斯、杜瓦萨、奥尔利亚克、马泽罗勒、萨勒德贝尔韦斯、拉尔扎克。

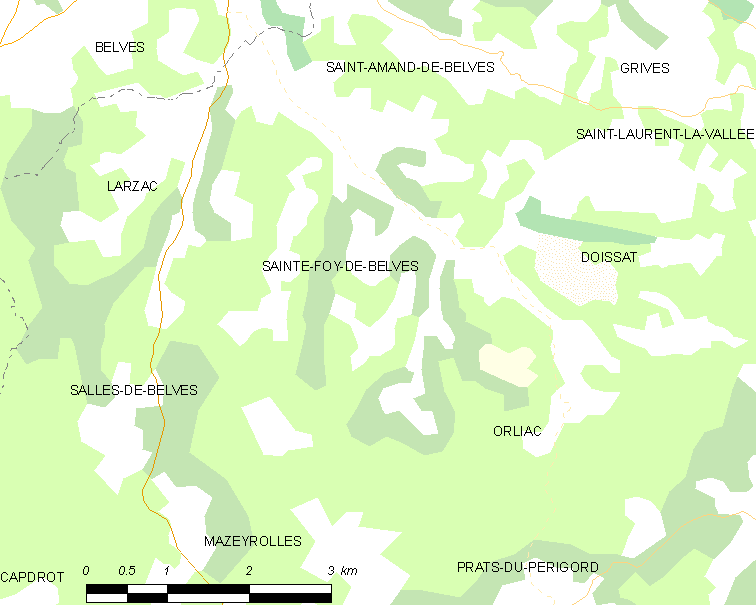
圣富瓦德贝尔韦斯的OSM定位图

圣富瓦德贝尔韦斯的时区为UTC+01:00、UTC+02:00（夏令时）。

## 行政
圣富瓦德贝尔韦斯的邮政编码为24170，INSEE市镇编码为24406。

## 政治
圣富瓦德贝尔韦斯所属的省级选区为多尔多涅河谷县。

## 人口

1962-2008年间圣富瓦德贝尔韦斯人口变化图示

圣富瓦德贝尔韦斯于2022年1月1日时的人口数量为141人。